# ميك دينيهي
ميك دينيهي (بالإنجليزية: Mick Dennehy)‏ هو لاعب كرة قدم أمريكية أمريكي، ولد في 13 يونيو 1950 في بوتي في الولايات المتحدة.